# Minna Salami
Minna Salami (1978) es una periodista finlandesa nigeriana, escritora y bloguera implicada en la difusión de información sobre temas feministas africanos, sobre la diáspora africana y la situación de las mujeres nigerianas. Es autora del blog MsAfropolitan, que edita desde 2010 un blog sobre feminismo desde la perspectiva africana y sobre África desde una perspectiva feminista. Además de bloguear, también escribe sobre temas sociales. Está representada en la Red Global de Educadores de la Universidad Duke, la Red de África y la Red de Libros The Guardian de The Guardian. Los blogs y artículos de Salami aparecen en The Guardian, Al Jazeera y The Huffington Post. Es ganadora de varios premios nacionales.

## Biografía
Salami nació en Finlandia en 1978 de padre nigeriano y madre finlandesa. Vivió en Nigeria durante su juventud antes de ir a Suecia para realizar estudios superiores.  Se graduó en la Universidad de Lund, Suecia, con una Licenciatura en Ciencias Políticas, y en la Escuela de Estudios Orientales y Africanos (SOAS) de la Universidad de Londres. En 2016, participó en el Taller Internacional de Escritores de la Universidad Bautista de Hong Kong como becaria. Habla cinco idiomas y ha vivido en Nigeria, Suecia, España, Nueva York y en la actualidad está afincada en Londres.
Inicialmente, después de su educación, Salami comenzó su carrera como ejecutiva comercial de marketing, ocupándose de la marca y la gestión de productos. Trabajó en muchos países. Posteriormente, fundó el blog MsAfropolitan en 2010 en el que trata temas relacionados con Nigeria y la diáspora desde la perspectiva feminista. Al mismo tiempo, durante dos años hasta 2012, también promovió MsAfropolitan Boutique, en reconocimiento a la Década de las Mujeres Africanas 2010-2020. Esta boutique en línea vendió materiales fabricados por mujeres de África. En una entrevista con la "Revista de fin de semana", Salami, al explicar el objetivo de crear el blog Ms.Afropolitan, declaró: "Los blogs sobre la sociedad africana eran predominantemente masculinos y los blogs feministas con los que me encontré eran eurocéntricos. La mayoría de los escritos feministas africanos que encontré eran escritos académicos o de ficción. Fue un trabajo brillante... pero deseaba leer comentarios culturales populares sobre África desde un ángulo feminista y comentarios sobre el feminismo desde un ángulo africano". Es colaboradora de la antología New Daughters of Africa de 2019, editada por Margaret Busby.
En 2019, Salami se unió a Activate Collective un movimiento feminista interseccional que busca recaudar dinero para candidatas políticas y activistas comunitarias de mujeres pertenecientes a minorías. En 2020, Activate Collective anunció que financiaría a 11 mujeres que se postularían para cinco partidos diferentes en las elecciones locales y de alcaldías en cinco regiones de Inglaterra: Londres, Midlands, Nordeste, Noroeste y Yorkshire y Humber. La lista incluye a ocho mujeres negras, una mujer discapacitada y una que dejó el cuidado. Siete de las 11 mujeres pertenecen a hogares de bajos ingresos o se identifican como de clase trabajadora.
Salami también trabaja como consultora, en el medio digital, para TVC News, un canal de noticias panafricano. Está representada en la junta directiva de UK Charity For Books' Sake y en un grupo de expertos con sede en el Reino Unido. 
En 2020, Amistad publicó un libro de ensayos de Salami, Sensuous Knowledge: A Black Feminist Approach for Everyone.
"El otro lado de la montaña" es su primer libro y ha sido publicado en Estados Unidos, Reino Unido, Alemania, Italia, España y Finlandia.

## Premios
Salami ha recibido varios premios, como los "40 agentes de cambio africanas menores de 40 años" de Applause Africa. Ha sido nombrada una de las "50 mujeres notables conectadas" por Nokia, una de las "100 mujeres más influyentes de Nigeria" por YNaija y una de las "100 personas negras más influyentes en los medios digitales/sociales" por Eelan Media. También recibió el premio "Logros destacados en los medios" en 2013, que es un premio Africa Diaspora, y el premio Women 4 Africa 2013 "Blogger of the Year". La revista RED la incluyó como "Blogger del año" en 2012.  

## Publicaciones
- El otro lado de la montaña. (2020) Editorial: Temas de Hoy ISBN: 978-84-9998-805-4